# 矩 (天文学)

火星などの外惑星の東矩と西矩を示した図

矩（く、英: quadrature）は、球面天文学において、天体の離角が太陽の方向に対して垂直になる位置関係を指す。特に外惑星や月の位置について用いられる。月の場合、月相の最初4分の1と最後の4分の1が矩となる。図に示すように、惑星（およびその他の天体）の位置には西矩（せいく、western quadrature、地球から見て太陽の西にあるとき）と東矩（とうく、eastern quadrature、地球から見て太陽の東にあるとき）がある。内惑星と見ている惑星の位置関係が矩になることは決してない。

太陽は無限遠にある訳ではないので、天空で太陽と月の離角が垂直になったとき月相は最初の4分の1をわずかに過ぎている。